# Туризм в Бутане

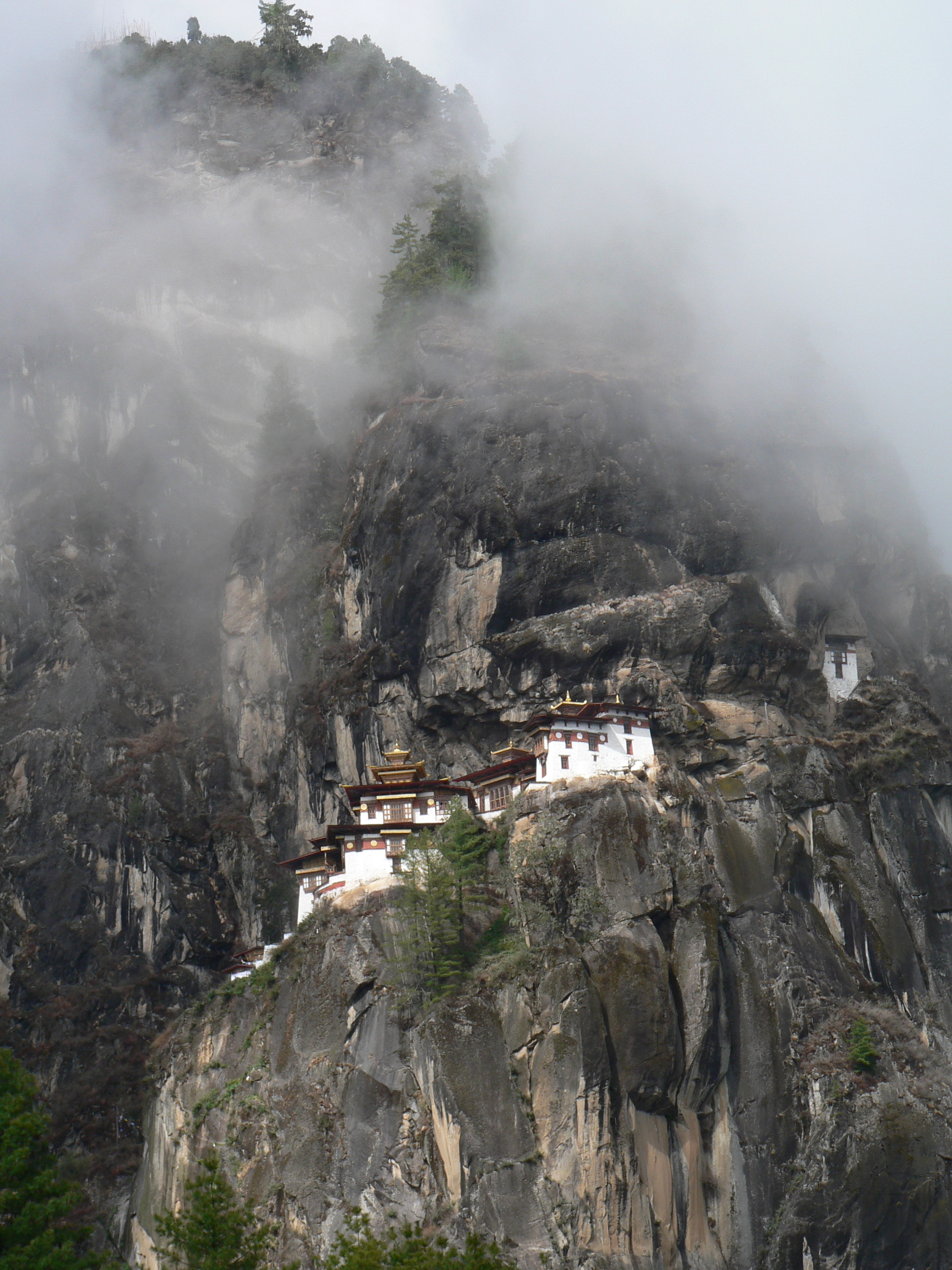
Таксанг-лакханг среди облаков

Туризм в Бутане — один из секторов экономики Бутана.
Его история началась в 1974 году, когда правительство Бутана, в целях повышения доходов населения, а также, чтобы показать уникальную культуру и традиции страны внешнему миру, открыло её для иностранцев. До этого попасть в страну можно было только по личному приглашению короля или королевы.
В 1974 году Бутан посетили 287 туристов. С тех пор количество туристов, посещающих страну ежегодно резко возросло от 2850 в 1992 году до 7158 в 1999 году. К концу 1980-х годов туризм давал стране более $ 2 млн годового дохода.
Несмотря на открытость для иностранцев, правительство осознаёт, что туристы могут оказать влияние на уникальные и практически нетронутые ландшафты Бутана и его культуру. Поэтому оно изначально ограничило туристическую активность, отдавая предпочтение туризму высшего качества. С 1991 года действует Бутанская туристическая корпорация, квазиавтономная и самофинансируемая организация, реализующая политику правительства в области туризма. Бутанское правительство, тем не менее, приватизировало корпорацию в октябре 1991 года, содействуя частным инвестициям и деятельности. В результате в стране в 2000 году уже было более 75 лицензированных туристических компаний.
Каждый турист должен платить довольно высокую пошлину за каждый день пребывания в стране. Количество туристов, въезжающих в страну,  ограничено и определяется количеством мест в отелях.
Важнейшими центрами туризма являются столица Бутана Тхимпху, город Паро на западе страны, недалеко от Индии. Главной туристической достопримечательностью страны является монастырь Таксанг-лакханг.

## Туристические маршруты Бутана
Постепенное развитие туризма привело к оборудованию туристических маршрутов, в которые входит посещение культурных объектов и следование горным тропам.
Для туристов при поддержке правительства оборудуются тропы, на которых поддерживается необходимая инфраструктура — хижины для ночлега, сопровождение туристов с лошадями и яками. Деревни на туристском маршруте несут ответственность за его поддержание и получают также определённые доходы. Нередко в туристские тропы оборудовались древние караванные пути.
Наиболее известные горные маршруты:
- Тропа Джомолхари от Паро через Друкгьел-дзонг к подножию священной горы Джомолхари, а далее через Лингжи-дзонг в Тхимпху.
- Путь к горячим источникам Гаса-цачу через Гаса. Возможен как продолжение тропы Джомолхари, когда от Лингжи-дзонга дорога идёт на Лая и в Гаса на Пунакха, так и с другой стороны от Пунакха только к горячим источникам и назад.
- Тропа Снежного Человека от Лая в Лунана и далее в Вангди-Пходранг через несколько перевалов.
- Тропа на Дхур-цачу от посёлка Дхур в Бумтанге к горячим источникам Дхур-цачу. Существует возможность соединения этого маршрута с Тропой Снежного Человека, через трудный перевал от Лунана к Дхур-цачу у подножия горы Гангкхар Пуенсум.
- Культурный маршрут в Бумтанге от Джакара через Тангби-лакханг и Нганг-лакханг ко дворцу Угьен Чолинг с возвращением через долину Танг.
- Маршрут к монастырю Гангтей-гомпа.